# Кунджуру
Кунджуру (фр. Koundjourou) — город и супрефектура в Чаде, расположенный на территории региона Батха. Входит в состав департамента Западная Батха.

## Географическое положение
Город находится в центральной части Чада, на левом берегу сезонно пересыхающей реки Батха, на высоте 301 метр над уровнем моря, на расстоянии приблизительно 392 километров к северо-востоку от столицы страны Нджамены.

## Население
По данным официальной переписи 2009 года численность населения Кунджуру составляла 66 228 человек (32 034 мужчины и 34 194 женщины). Население супрефектуры по возрастному диапазону распределилось следующим образом: 49 % — жители младше 15 лет, 43,8 % — между 15 и 59 годами и 7,2 % — в возрасте 60 лет и старше.

## Транспорт
Ближайший аэропорт расположен в городе Ати.